# Mistrzostwo Polski 1920
L'edizione 1920 del Campionato polacco di calcio non vide la vittoria finale di nessuna squadra a causa della sospensione del torneo a causa della Guerra sovietico-polacca.